# Burgaw
La ville de Burgaw est le siège du comté de Pender, situé dans l’État de Caroline du Nord, aux États-Unis.

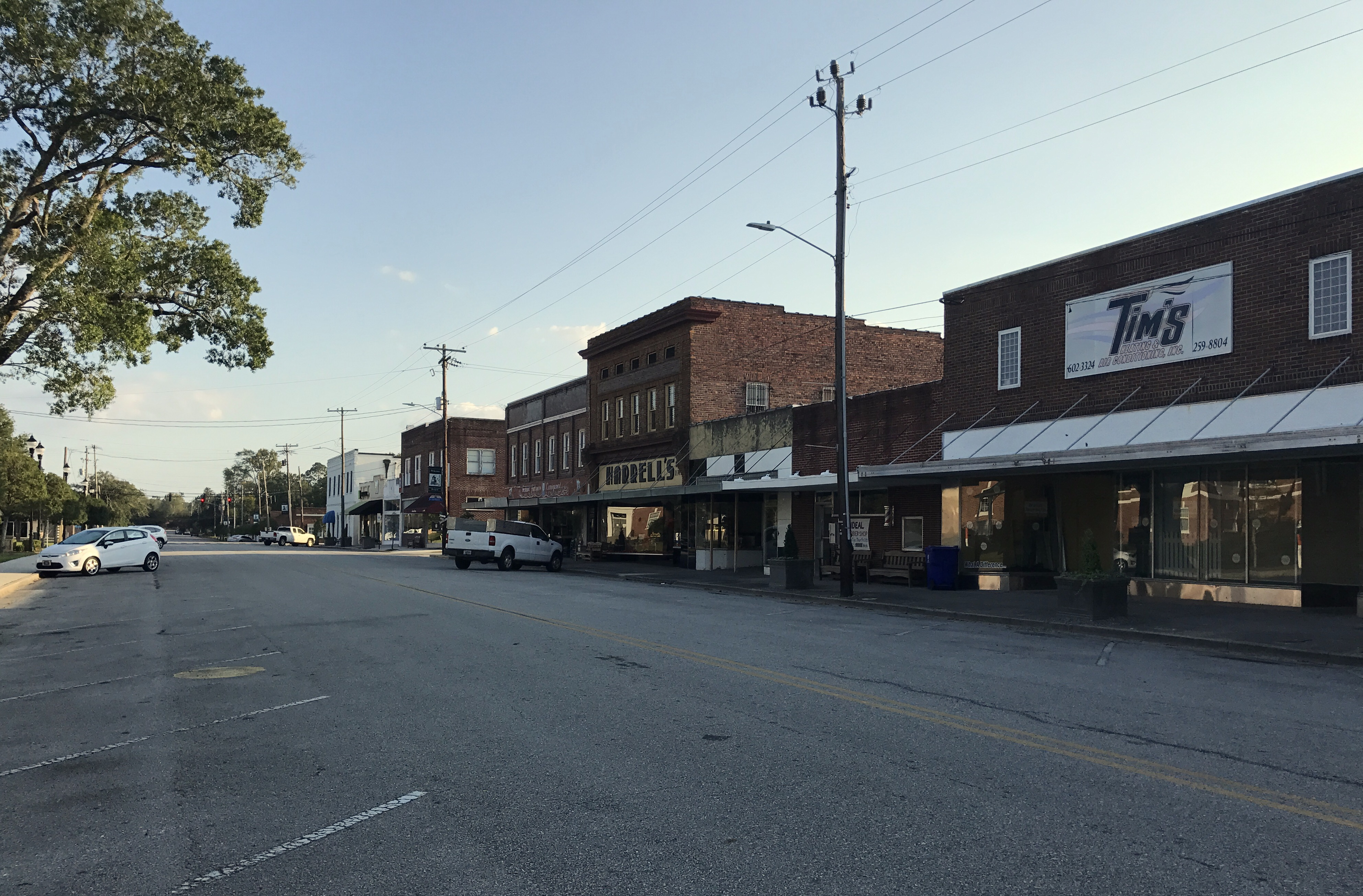
Burgaw

## Démographie
| 1880 | 1890 | 1900 | 1910 | 1920  | 1930  |
| ---- | ---- | ---- | ---- | ----- | ----- |
| 184  | 366  | 387  | 956  | 1 040 | 1 209 |

| 1940  | 1950  | 1960  | 1970  | 1980  | 1990  |
| ----- | ----- | ----- | ----- | ----- | ----- |
| 1 476 | 1 613 | 1 750 | 1 744 | 1 738 | 1 807 |

| 2000  | 2010  | - | - | - | - |
| ----- | ----- | - | - | - | - |
| 3 337 | 3 872 | - | - | - | - |